# Zou Shiming
Zou Shiming (em chinês simplificado: 邹市明, pinyin: Zōu Shìmíng, Zunyi, 18 de maio de 1981) é um boxista chinês campeão olímpico nos Jogos de Pequim, em 2008.
Zou participou de sua primeira Olimpíada em Atenas 2004, onde obteve uma medalha de bronze após perder a luta semifinal para o cubano Yan Bartelemí na categoria mosca-ligeiro. Quatro anos depois esteve nos Jogos Olímpicos de 2008, realizados em Pequim, onde conseguiu a medalha de ouro após vencer o mongol Pürevdorjiin Serdamba, sempre entre os mosca-ligeiros.